# Cérvol de Thorold
El cérvol de Thorold (Cervus albirostris) és una espècie de cérvol que té una relació distant amb el cérvol comú asiàtic i el uapití. Viuen a les altes i fredes de l'altiplà del Tibet, a l'est del Tibet i a la província xinesa de Qinghai.
També es coneix com el cérvol de llavis blancs (Baichunlu, 白唇鹿, en xinès simplificat, ཤྭ་བ་མཆུ་དཀར།་ en tibetà estàndard) per les taques blanques al voltant del seu musell.
Aquest cérvol ocupa un nínxol ecològic similar al del shou (Cervus affinis affinis) (una subespècie del cérvol comú). Hi ha uns 100 cérvols de Thorold en zoos i entre 50.000 i 100.000 en llibertat.
Va ser descrit científicament per primera vegada per Nikolai Przhevalsky l'any 1883 i els primers exemplars van ser adquirits per G. W. Thorold, de qui porta el nom de l'espècie. A principis de 2011, més de 100 cérvols de Thorold es mantenen als zoològics registrats per ISIS, i el 1998 es va estimar que uns 7000 romanen en estat salvatge.